# Reinhold Nickolaus

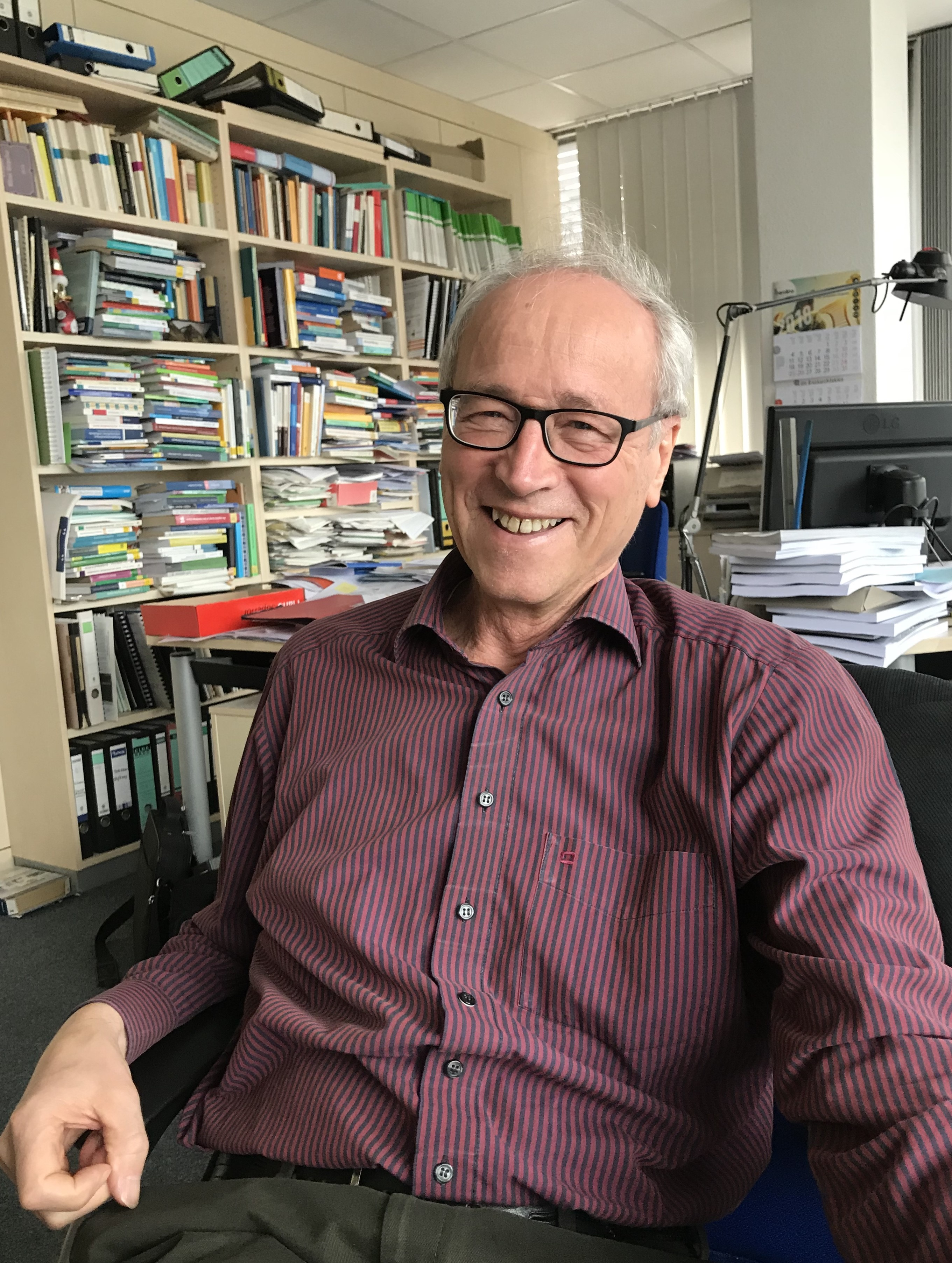
Reinhold Nickolaus (2018)

Reinhold Nickolaus (* 29. Juli 1952 in Ravenstein-Merchingen; † 22. Oktober 2021 in Stuttgart-Vaihingen-Dürrlewang) war ein deutscher Professor für Berufs- und Technikpädagogik. Er war von 2002 bis 2018 Inhaber des Lehrstuhls für Berufspädagogik und Leiter der Abteilung Berufs-, Wirtschafts- und Technikpädagogik (BWT) des Instituts für Erziehungswissenschaft (IfE) an der Universität Stuttgart.

## Leben
Reinhold Nickolaus wuchs in einer Handwerkerfamilie auf dem Land im Grenzgebiet zwischen Nordbaden und Franken auf. Im Jahr 1967 begann er seine berufliche Laufbahn mit einer Ausbildung zum Elektroinstallateur in einem örtlichen Handwerksbetrieb. Danach absolvierte er den zweiten Bildungsweg. Von 1971 bis 1975 studierte er Elektrotechnik an der Fachhochschule in Mannheim, gefolgt von einer Tätigkeit als Ingenieur. 1977 startete er das Lehramtsstudium für berufliche Schulen an der Universität Stuttgart, mit den Studienfächern Elektrotechnik, Mathematik und Berufspädagogik.
1981 bot ihm Karl-Heinz Sommer, der damalige Inhaber des Lehrstuhls für Berufspädagogik an der Universität Stuttgart, eine Mitarbeiterstelle an, die er direkt nach dem Studium antrat. An der philosophischen Fakultät der Universität Stuttgart promovierte er 1987 mit der historischen Studie „Politischer Unterricht an gewerblichen Berufsschulen in Baden und Württemberg im gesellschaftlichen Kontext“. Die Habilitation folgte im Jahr 1996 mit einer Untersuchung zur „Gewerbelehrerbildung im Spannungsfeld des Theorie-Praxis-Problems und unter dem Anspruch divergierender Interessen“.
Zum 1. Oktober 1998 folgte er dem Ruf an die Leibniz-Universität Hannover. Hier übernahm er die Leitung des Instituts für Berufspädagogik sowie des Instituts Umweltschutz in der Berufsbildung.
Von März 2002 bis März 2018 leitete Reinhold Nickolaus die Abteilung Berufs-, Wirtschafts- und Technikpädagogik (BWT) am Institut für Erziehungswissenschaft der Universität Stuttgart. Zusätzlich war er Vorsitzender der Gemeinsamen Kommission für das Lehramt, wissenschaftlicher Leiter des Lehrerbildungszentrums der Universitäten Stuttgart und Hohenheim, Mitglied des Fakultätsvorstandes der Fakultät Wirtschafts- und Sozialwissenschaften und Vorstandsmitglied der Professorenschaft der Universität Stuttgart.
Für Reinhold Nickolaus' Forschung war es nicht nur wichtig, Aussagen theoretisch zu fundieren, sondern diese mit empirischen Belegen zu stützen. Unter seiner Leitung wurden zwischen 2002 und 2018 am Lehrstuhl Berufspädagogik zahlreiche Forschungsprojekte durchgeführt.

## Privates
Reinhold Nickolaus war verheiratet, hatte zwei Kinder und war dreifacher Großvater.

## Forschungsfelder (chronologisch)
- Fachdidaktik politischer Bildung
- Machbarkeitsstudie zur Berufsbildung für eine nachhaltige Entwicklung
- Transfereffekte von Modellversuchen in der beruflichen Bildung; Transferkonzepte, Transferprozesse und Transfereffekte ausgewählter Modell- und Schulversuchsprogramme (vgl. Lerntransfer)
- Differentielle Effekte von Unterrichtsformen in der gewerblichen Erstausbildung
- Lehrerausbildung für berufliche Schulen, Professionalisierung von Lehrenden
- Kompetenzmodellierung und Kompetenzentwicklung in beruflichen Bildungsprozessen in diversen Domänen: Kfz-Mechatroniker, Elektroinstallateure, Anlagenmechaniker, Industriemechaniker, Maler/Lackierer, Fachinformatiker, Bauberufe, Grundstudium Maschinenbau
- Interventionsstudien zur Förderung der Kompetenzentwicklung leistungsschwächerer Jugendlicher
- Studien zur computerbasierten Simulation technischer Systeme als innovative Diagnoseinstrumente
- Studien zur Kompetenz- und Motivationsentwicklung Jugendlicher im Übergangssystem

## Leistungen

### Mitgliedschaften
- Mitglied im Netzwerkteam des Netzwerks Bildungsforschung (NeBf)
- Wissenschaftlicher Beirat des Staatssekretariats für Bildung, Forschung, Innovation in Bern
- Wissenschaftlicher Beirat des Leibniz-Instituts für die Pädagogik der Naturwissenschaften und Mathematik
- Wissenschaftlicher Beirat am Ministerium für Kultus, Jugend und Sport Baden-Württemberg für die geplante Neuordnung der Qualitätsentwicklung des baden-württembergischen Schulsystems (vierköpfiges Gremium)
- Mitglied der Deutschen Akademie der Technikwissenschaften (acatech) in der Arbeitsgruppe Qualität der MINT-Bildung des nationalen MINT-Forums
- Mitglied im Vorstand der Sektion 7 (Berufs- und Wirtschaftspädagogik) der Deutschen Gesellschaft für Erziehungswissenschaft (DGfE)
- Vorsitzender der Gemeinsamen Kommission für die Lehramtsstudiengänge (GKL) an der Universität Stuttgart
- Mitglied im Vorstand der Förderkreises Berufs-, Wirtschafts- und Technikpädagogik Stuttgart e. V.
- Vertrauensdozent bei der Hans-Böckler-Stiftung (ausgelaufen)

### Eingeworbene Drittmittel
Unter der Leitung von Reinhold Nickolaus wurden zwischen 2002 und 2018 am Lehrstuhl Berufspädagogik der Universität Stuttgart zahlreiche Forschungsprojekte durchgeführt und das jährliche Drittmittelaufkommen entwickelte sich von ursprünglich 100.000 EUR auf über 1,3 Mio. EUR. Insgesamt warb er über 6,6 Mio. EUR Drittmittel auf Landes-, Bundes- und EU-Ebene und von Stiftungen und aus der Privatwirtschaft ein. Wichtige öffentliche Drittmittelgeber waren hierbei (unsortiert):
- Deutsche Forschungsgemeinschaft (DFG)
- Bundesministerium für Bildung und Forschung (BMBF)
- Ministerium für Wissenschaft, Forschung und Kunst Baden-Württemberg (MWK BW)
- Bundesinstitut für Berufsbildung (BiBB)
- Baden-Württemberg Stiftung
- Europäische Union

### Betreute Promotionen
- Abele, Stephan (2014): Modellierung und Entwicklung berufsfachlicher Kompetenz in der gewerblich-technischen Ausbildung.
- Ahmed, Faruque (2010): Technical and vocational education and training - curricula reform demand in Bangladesh: qualification requirements, qualification deficits and reform perspectives.
- Bokoum, Djibril (2010): Berufliche Bildung als Basis für umweltgerechtes Handeln? Ausgangsbedingungen, pädagogische Handlungsprogramme und deren Effekte am Beispiel Burkina Faso.
- Boltze, Annika (2016): Einflüsse der sozialpädagogischen Begleitung auf den Übergangserfolg benachteiligter Jugendlicher in eine Ausbildung am Beispiel einer Studie zur Einstiegsqualifizierung.
- Dammann, Elmar (2016): Entwicklung eines Testinstruments zur Messung fachlicher Kompetenzen in der Technischen Mechanik bei Studierenden ingenieurwissenschaftlicher Studiengänge.
- Fleuchaus, Isolde (2003): Kommunikative Kompetenz von Auszubildenden in der beruflichen Bildung. Ausprägung, Förderung und Relevanz im Urteil von Ausbildern, Lehrern und Auszubildenden.
- Grandpierre, Axel (2006): Das Handeln von Team Coaches in Veränderungsprozessen – Berufspädagogische Gestaltungsperspektiven.
- Gschwendtner, Tobias (2012): Förderung des Leseverständnisses in Benachteiligtenklassen der beruflichen Bildung: Studien zur Implementation und Wirksamkeit von Reciprocal Teaching.
- Hasler, Patrizia (2016): Lehrvertragsauflösungen im Baugewerbe – unausgeschöpftes Potential.
- Immel, Susanne (2005): Gestaltpädagogische Elemente in der Berufspädagogik. Potentielle Erträge gestaltpädagogischer Ansätze für die berufliche Bildung - Konzepte, Fundierung, Realisierungsformen.
- Kenner, Martin (2007): Interkulturelles Lernen an beruflichen Schulen. Ergebnisse einer Interventionsstudie in der einjährigen Berufsschule/Metall.
- Knöll, Bernd (2007): Differenzielle Effekte von methodischen Entscheidungen und Organisationsformen beruflicher Grundbildung auf die Kompetenz- und Motivationsentwicklung in der gewerblich-technischen Erstausbildung. Eine empirische Untersuchung in der Grundausbildung von Elektroinstallateuren.
- Kouli, Ekaterina (2006): Vom Fachwissen zur Handlungskompetenz - die Berufsschule vor den Herausforderungen des sozioökonomischen Strukturwandel.
- Mokhonko, Svitlana (2016): Nachwuchsförderung im MINT-Bereich. Aktuelle Entwicklungen, Fördermaßnahmen und ihre Effekte.
- Pittich, Daniel (2014): Diagnostik fachlich-methodischer Kompetenzen.
- Praessl, Christoph (2010): Development Potential and Development Approached to Research Connectivity between the Egyptian Higher Education Sector and the Business Sector in Egypt.
- Rottmann, Ursula (2005): Die Förderung beruflicher Bildung in Württemberg. Berufliche Bildung als Wirtschaftsförderung unter Ferdinand Steinbeis - Mythos und Realität.
- Sailer, Joachim (2003): Betriebliche Umweltpädagogik. Theoretische Grundlagen und praktische Umsetzungsversuche in mittelständischen Unternehmen der Metall- und Elektroindustrie. Eine qualitative Analyse.
- Sarnitz, Anja (2012): Einflussfaktoren auf den Wissenstransfer in Projektübergabeprozessen und Handlungsoptionen für die Optimierung von Projektübergaben.
- Schulz, Rainer (2003): Der Einfluss methodischer Grundentscheidungen auf die Belastung der Lehrkraft im Unterricht des BVJ. Ein empirischer Vergleich der handlungsorientierten und schülerzentrierten Lernzirkel-Methode mit dem traditionellen Frontalunterricht.
- Selig, Regina (2016): Auswirkung von innerer Differenzierung auf die Motivation und Lernleistung von erwachsenen Schülern: eine empirische Untersuchung im Englischunterricht der Fachschule für Technik.
- Ștefănică, Florina (2018): Einflüsse von Berufswahlmotiven und Lerngelegenheiten auf das Professionswissen von Lehramtsstudierenden im Fach Mathematik.
- Steffens, Dirk (2014): Blended Learning. Kosteneffiziente Personalentwicklung durch hybride Konfiguration von Präsenzlernen und E-Learning.
- Tchanturia, Katuna (2013): Erziehung zur Demokratie in Georgien – Kritische Bestandsaufnahme, Analyse, Perspektiven. Eine empirische Untersuchung.
- van Waveren, Leo (2017): Berufsfachliche Kompetenzen im internationalen Vergleich – eine empirische Studie zu Elektronikern für Automatisierungstechnik und Kfz-Mechatronikern in Deutschland und der Schweiz.
- Worku Hailemichael, Selemon (2016): Impact of curricular reforms in the vocational education of Ethiopia.
- Wülker, Wilfried (2003): Differenzielle Effekte von Unterrichtsorganisationsformen in der gewerblichen Erstausbildung in Zimmererklassen – eine empirische Studie.

### Betreute Habilitationen
- Abele, Stephan (2017): Empirische Erfassung diagnostischer Problemlösekompetenzen in beruflichen Kontexten: Unsichtbare Resultate beruflicher Lehr-Lern-Prozesse sichtbar machen.
- Bormann, Inka (2010): Zwischenräume der Veränderung: Innovationen und ihr Transfer im Umfeld von Bildung und Erziehung.
- Ratschinski, Günter (2005): Selbstkonzept und Berufswahl. Eine Überprüfung der Berufswahltheorie von Gottfredson an Sekundarschülern.
- Seeber, Susan (2008): Analyse zur Effektivität beruflicher Bildung – Schriften zur kumulativen Habilitation.

## Veröffentlichungen (Auswahl)

### Beiträge in referierten Zeitschriften
- Nickolaus, Reinhold / Geißel, Bernd / Gschwendtner, Tobias: Entwicklung und Modellierung beruflicher Fachkompetenz in der gewerblich-technischen Grundbildung. In: Zeitschrift für Berufs- und Wirtschaftspädagogik (ZBW), Jg. 104 (2008), H. 1, S. 48–73.
- Nickolaus, Reinhold / Heinzmann, Horst / Knöll, Bernd: Ergebnisse empirischer Untersuchungen zu Effekten methodischer Grundentscheidungen auf die Kompetenz- und Motivationsentwicklung in gewerblich-technischen Berufsschulen. In: Zeitschrift für Berufs- und Wirtschaftspädagogik (ZBW), Jg. 101 (2005), H. 1, S. 58–78.
- Nickolaus, Reinhold / Abele, Stefan / Gschwendtner, Tobias: Computersimulierte Arbeitsproben: Eine Validierungsstudie am Beispiel der Fehlerdiagnoseleistungen von Kfz-Mechatronikern. In: Zeitschrift für Berufs- und Wirtschaftspädagogik (ZBW), Jg. 105 (2009), H. 4, S. 557–578.

### Beiträge in Sammelbändern
- Nickolaus, Reinhold / Seeber, Susan: Berufliche Kompetenzen: Modellierungen und diagnostische Verfahren. In: Frey, Andreas / Lissmann, Urban / Schwarz, Bernd (Hrsg.): Handbuch berufspädagogische Diagnostik. Weinheim: Beltz Verlag, 2013. S. 166–195.
- Nickolaus, Reinhold: Die Erfassung fachlicher Kompetenzen und ihrer Entwicklungen in der beruflichen Bildung – Forschungsstand und Perspektiven. In: Zlatkin-Troitschanskaia, Olga (Hrsg.): Stationen empirischer Bildungsforschung –Traditionslinien und Perspektiven. Wiesbaden: VS Verlag für Sozialwissenschaften, 2011. S. 331–351.

### Herausgeberschaften
- Nickolaus, Reinhold / Gräsel, Cornelia (Hrsg.): Innovation und Transfer - Expertisen zur Transferforschung. Baltmannsweiler, Schneider Verlag Hohengehren, 2006.

### Monographien
- Nickolaus, Reinhold / Mertineit, Klaus-Dieter / Schnurpel, Ursula: Berufsbildung für eine nachhaltige Entwicklung. Machbarkeitsstudie im Auftrag des Bundesministeriums für Bildung und Forschung. Hrsg.: Bundesministerium für Bildung und Forschung (BMBF). Bonn, 2001.
- Nickolaus, Reinhold: Didaktik - Modelle und Konzepte der beruflichen Bildung. Orientierungsleistungen für die Praxis. 4. überarb. Aufl. Baltmannsweiler: Schneider Verlag Hohengehren, 2014.
- Nickolaus, Reinhold / Schnurpel, Ursula: Innovations- und Transfereffekte von Modellversuchen in der beruflichen Bildung (Band 1). Hrsg.: Bundesministerium für Bildung und Forschung (BMBF). Bonn, 2001.